# Astrovan

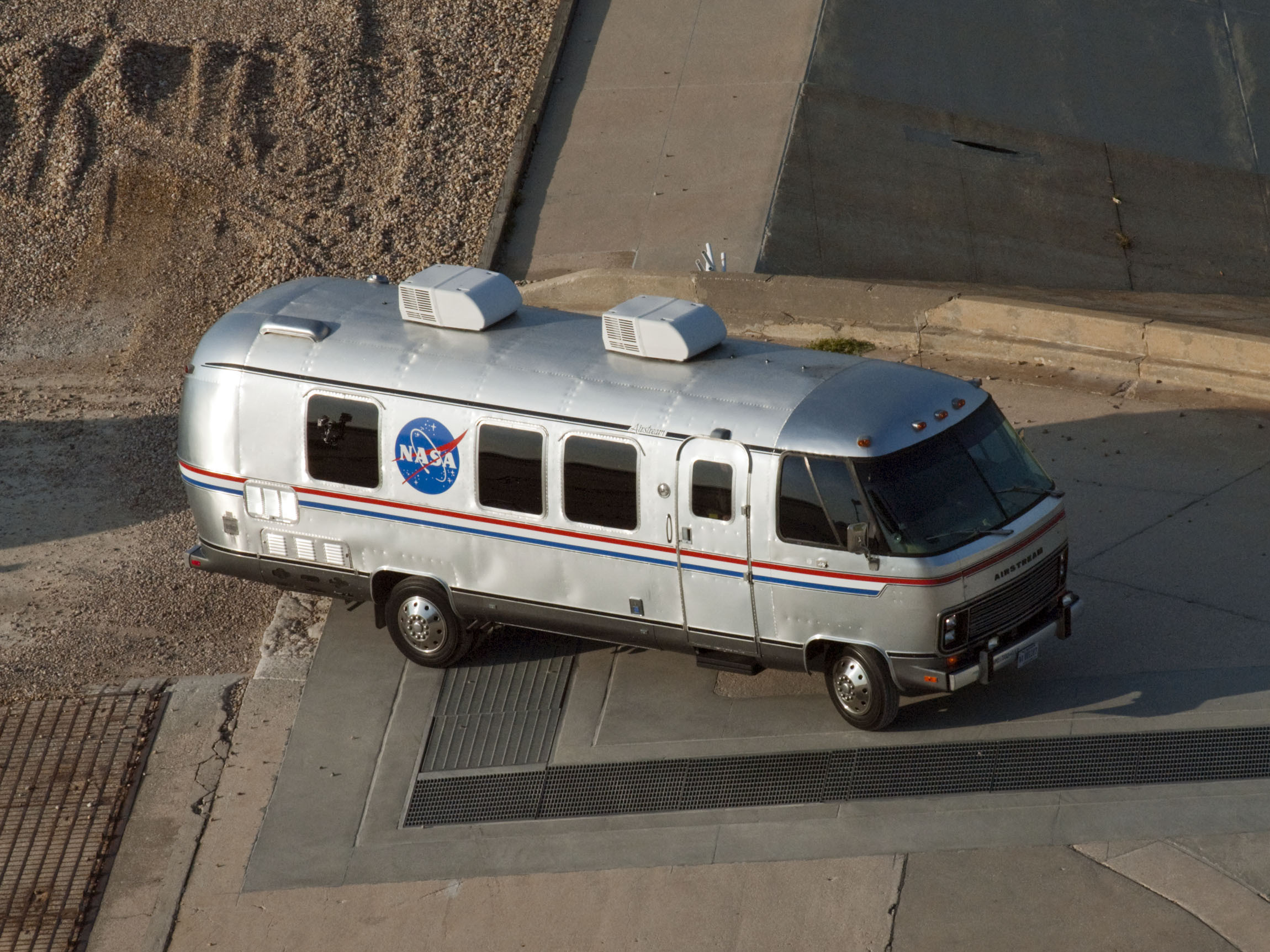
Shuttle era Astrovan at Launch Pad 39A

Il 'furgone trasferimento astronauta', noto come Astrovan, era un veicolo della NASA utilizzato al Kennedy Space Center per il trasporto degli astronauti dall' Operations and Checkout Building al Complesso di Lancio 39 prima di una missione e per prove generali di lancio, e di nuovo all'Operations and Checkout Building a seguito dell'atterraggio di una navetta. 
Secondo l'autista Ronnie King, agli astronauti della prima missione Shuttle piacque il veicolo pieno di storia, anche se un po' antiquato, tanto da opporsi al potenziamento del veicolo. "Stavamo per prenderne uno nuovo", disse King, ma arrivò voce che gli astronauti principianti volevano mantenere il veicolo perché era una tradizione degli astronauti che viaggiarono prima di loro per quelle nove miglia fino alla rampa. 
Oltre all'Astrovan, all'inizio dell'era dello Space Shuttle è stato utilizzato un veicolo chiamato Crew Transport Vehicle della NASA. Oltre all'equipaggio dello space shuttle, è incluso un altro astronauta che viene lasciato sulla pista dello space shuttle per decollare da lì con un aereo e assistere con le osservazioni meteorologiche locali. A volte sono inclusi anche membri del team di comando della NASA, che vengono poi lasciati all'edificio che ospita il controllo di lancio. 
Il viaggio dall'Operations and Checkout Building alla PAD di partenza del complesso di lancio 39, di solito dura circa 20 minuti.  

## Versioni
- Un camper Clark-Cortez modificato fu utilizzato per trasportare gli equipaggi dell'era Apollo alla piattaforma di lancio, a partire da Apollo 7 nel 1967 e proseguendo attraverso il lancio di Apollo-Soyuz nel 1975. Questo veicolo è rimasto in uso fino all'STS-6, ed è ora esposto presso il museo del centro Apollo/Saturn V presso il Kennedy Space Center Visitor Complex.

- Un Suncruiser Itasca M-22RB fu utilizzato per trasportare gli astronauti delle missioni STS-7 e STS-8 alla piattaforma di lancio. Il cambio fu necessario per supportare l'aumento dei membri degli equipaggi.

- Un camper Airstream Excella del 1983 modificato, popolarmente noto come Astrovan, fu utilizzato dalla missione STS-9 fino a quella finale dello Space Shuttle ( STS-135 ). Anch'esso è esposto al Kennedy Space center Visitor Complex.

- Il 21 ottobre 2019, la Boeing Company e l'Airstream hanno annunciato l’Astrovan II, un pullman da turismo Airstream Atlas modificato (con un telaio Mercedes-Benz Sprinter) per trasportare gli astronauti dell'equipaggio commerciale Boeing sulla piattaforma di lancio dove saliranno a bordo della CST-100 Starliner verso la Stazione spaziale internazionale. Astrovan II può ospitare fino a otto persone (incluso il conducente) ed è stato costruito presso il Jackson Center dell'Airstream, nello stabilimento di produzione dell'Ohio.

## Galleria d'immagini

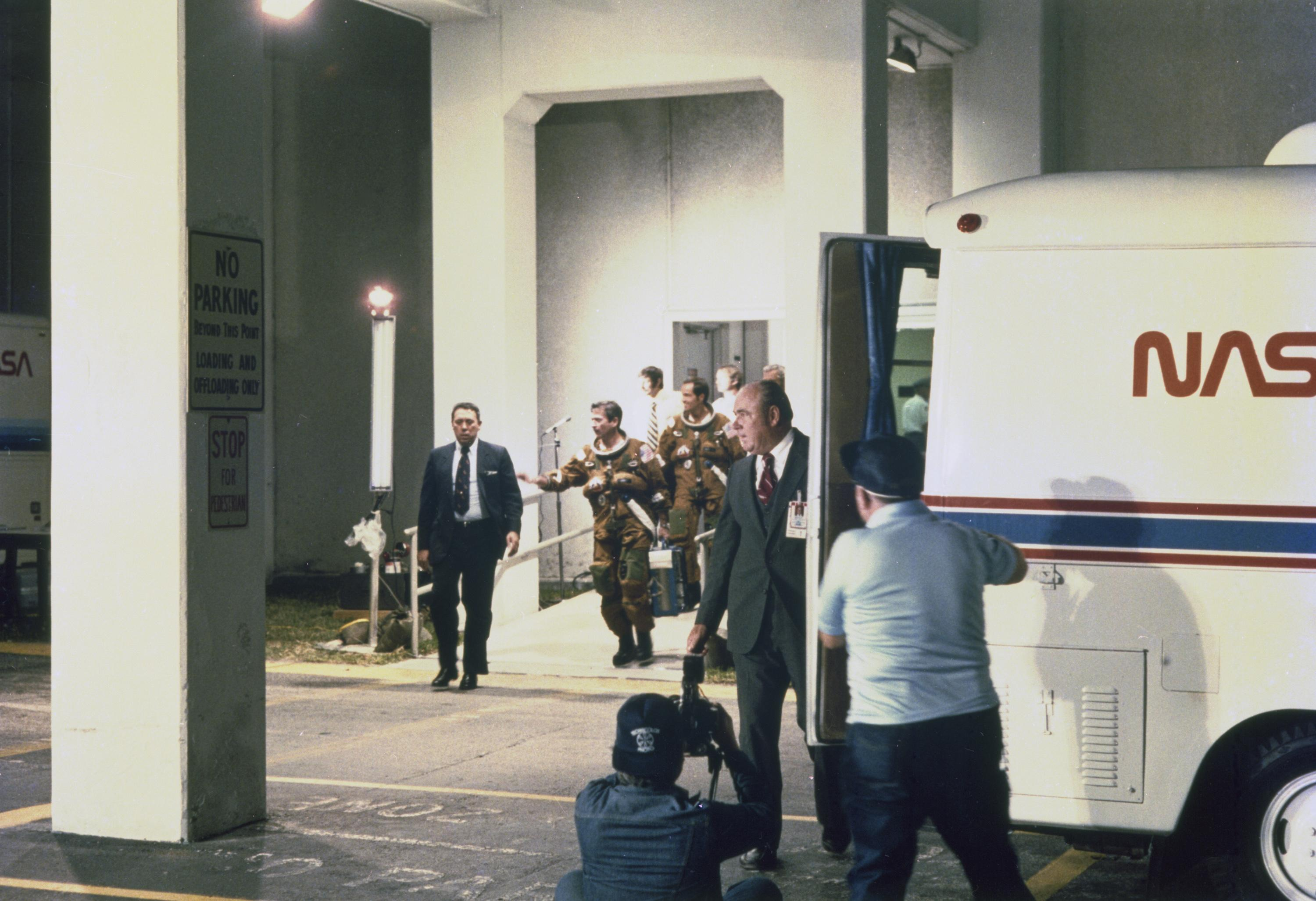
Adatto per il primo lancio della navetta spaziale nel 1981, gli astronauti John Young e Robert Crippen si dirigono verso il furgone per il trasporto di astronauti dell'era Apollo, che è ora in mostra al centro Apollo / Saturn V del Kennedy Space Center Visitor Complex
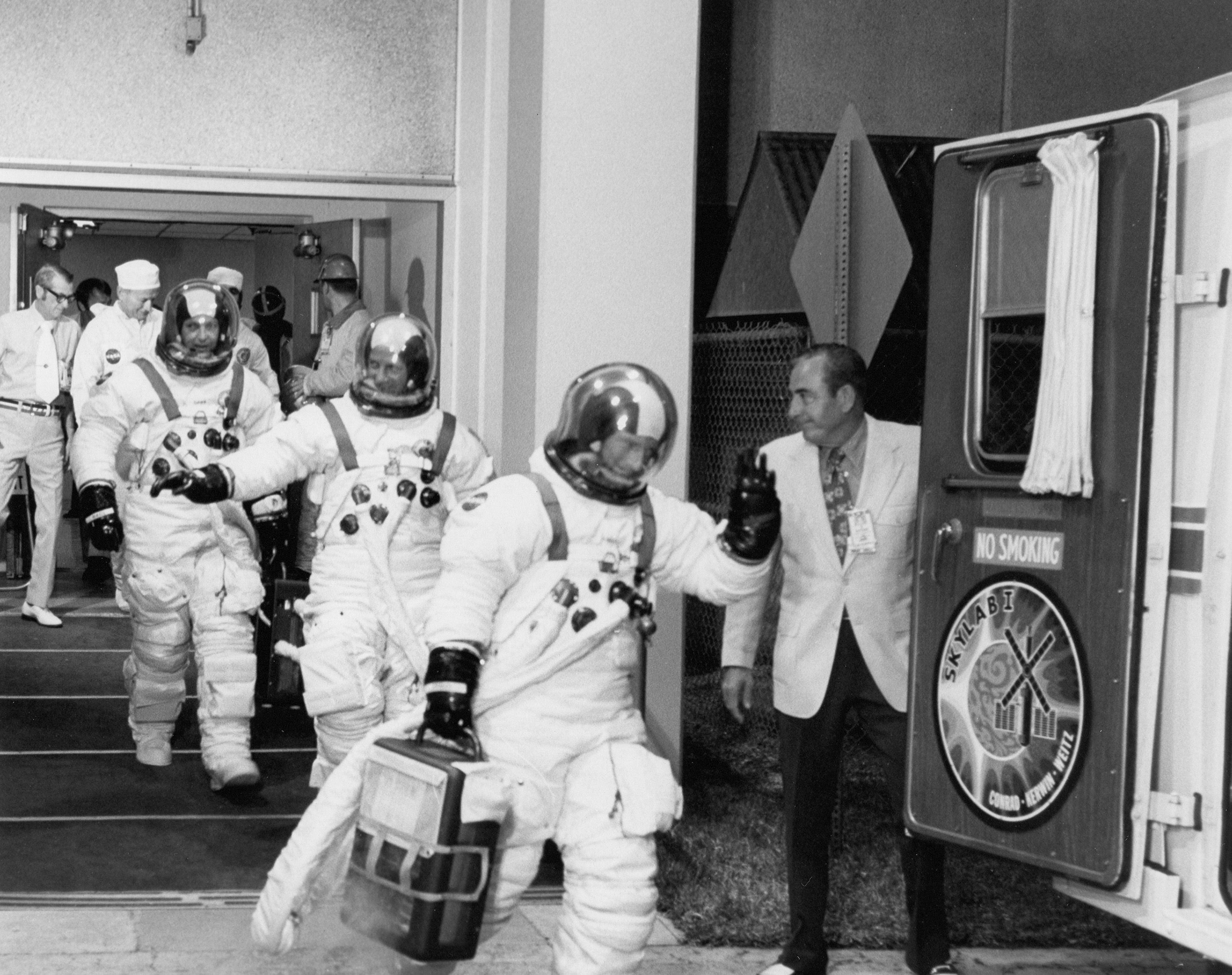
L'equipaggio di Skylab 2 lascia il KSC Manned Operations Building, si dirige verso l'Astrovan che li porterà sulla piattaforma di lancio.
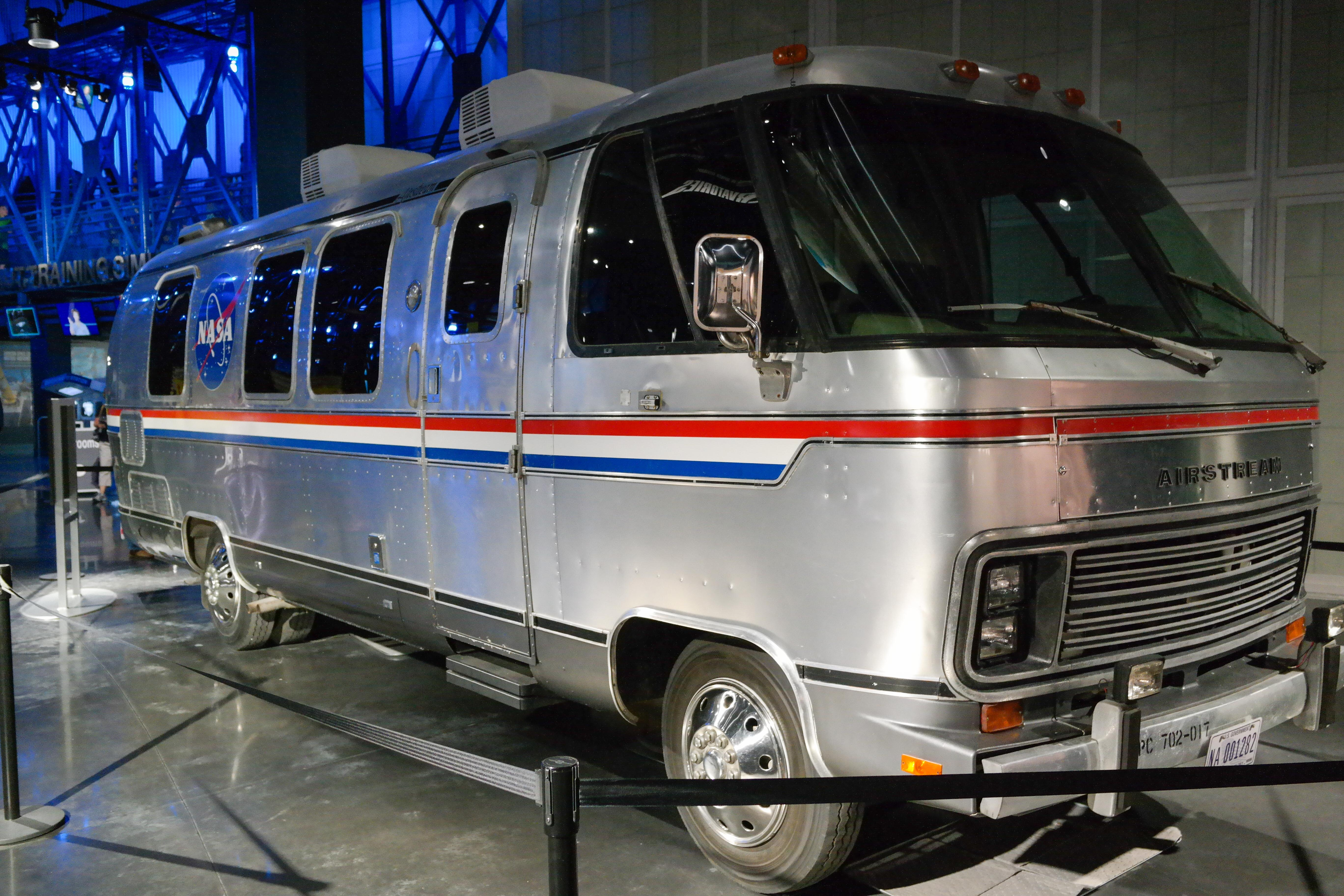
L'Astrovan in mostra presso il Kennedy Space Center Visitor Complex
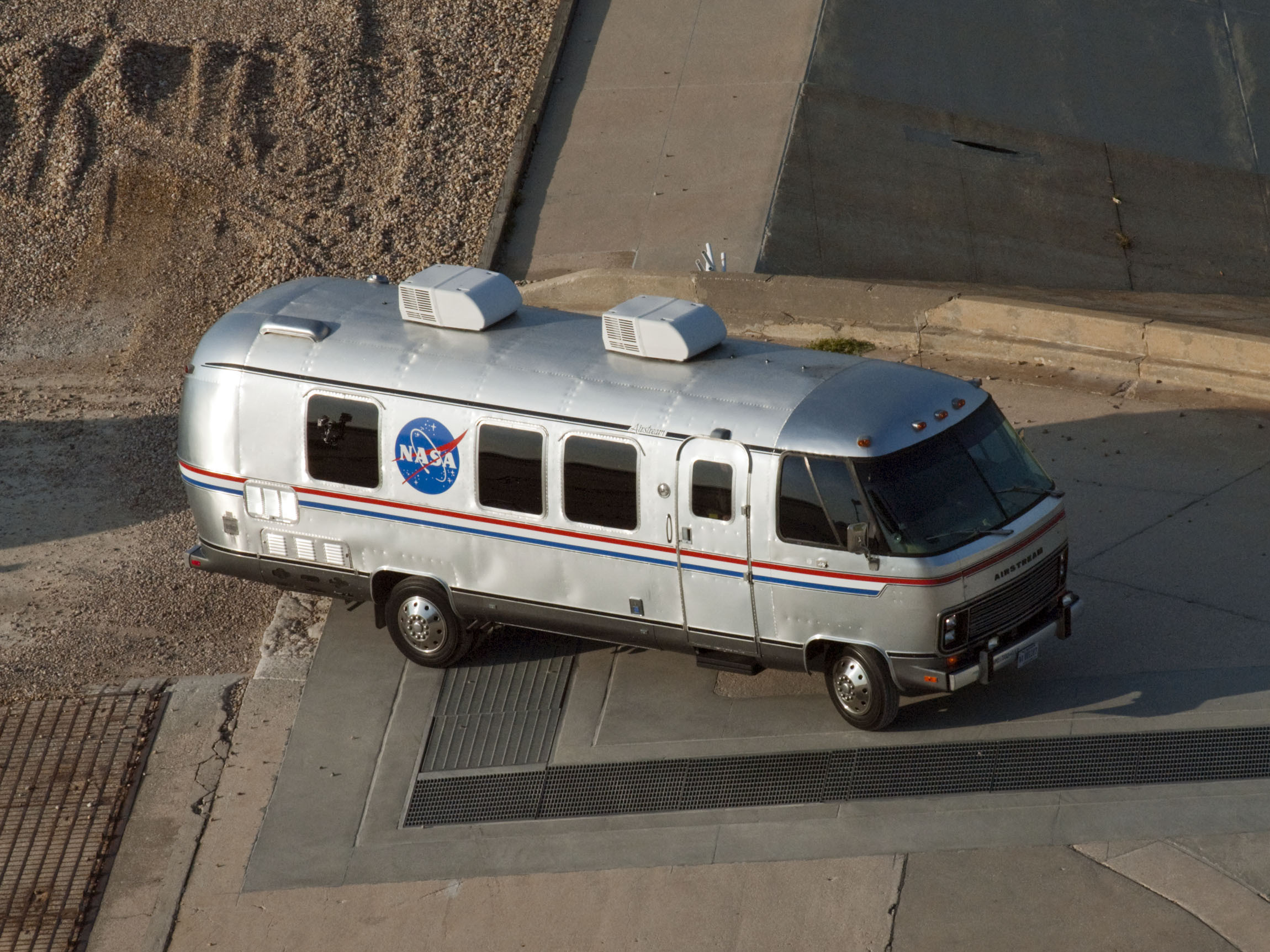
Visto da un livello superiore del Launch Pad 39A presso il Kennedy Space Center della NASA in Florida, l'arrivo dell'Astrovan d'argento trasporta i membri dell'equipaggio della STS-135 sul pad per partecipare a una simulazione del conto alla rovescia del lancio. Come parte del Terminal Countdown Demonstration Test (TCDT), i membri dell'equipaggio sono legati ai loro posti sull'Atlantis per esercitarsi nelle fasi che verranno prese il giorno del lancio.
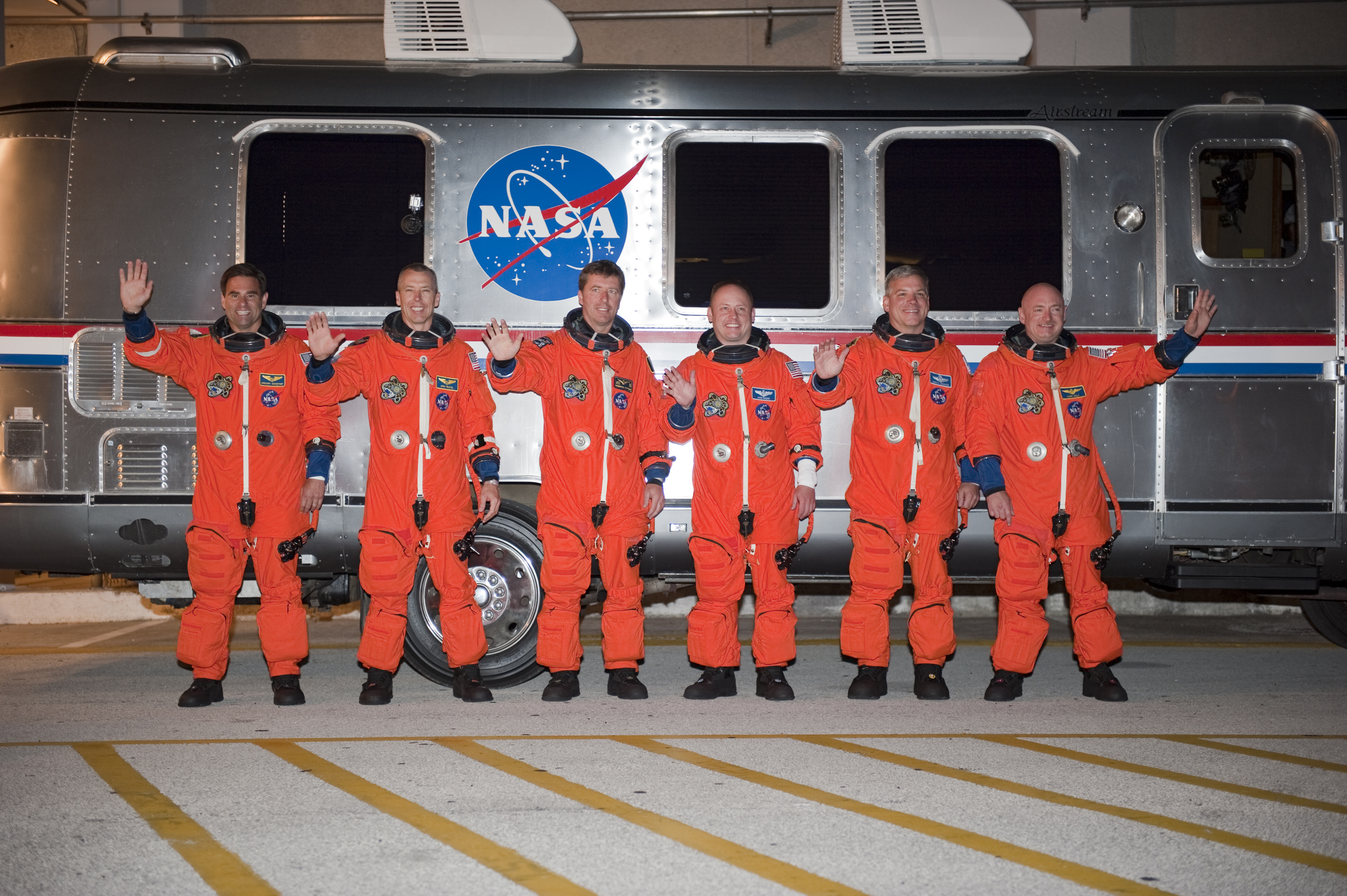
L'ultimo equipaggio a volare sullo Space Shuttle Endeavour con la missione STS-134 con indosso le loro tute spaziali arancioni, salutano i media e gli altri spettatori di fronte all'Astrovan parcheggiati di fronte Operations Building del Kennedy Space Center della NASA in Florida. Il veicolo ricreativo Airstream modificato, che trasporta gli astronauti sul loro veicolo spaziale dal 1984, porterà l'equipaggio al Pad di Lancio 39A. Da sinistra, gli specialisti di missione Greg Chamitoff, Andrew Feustel, Roberto Vittori dell'Agenzia spaziale europea, Michael Fincke, il pilota Greg H. Johnson e il comandante Mark Kelly.
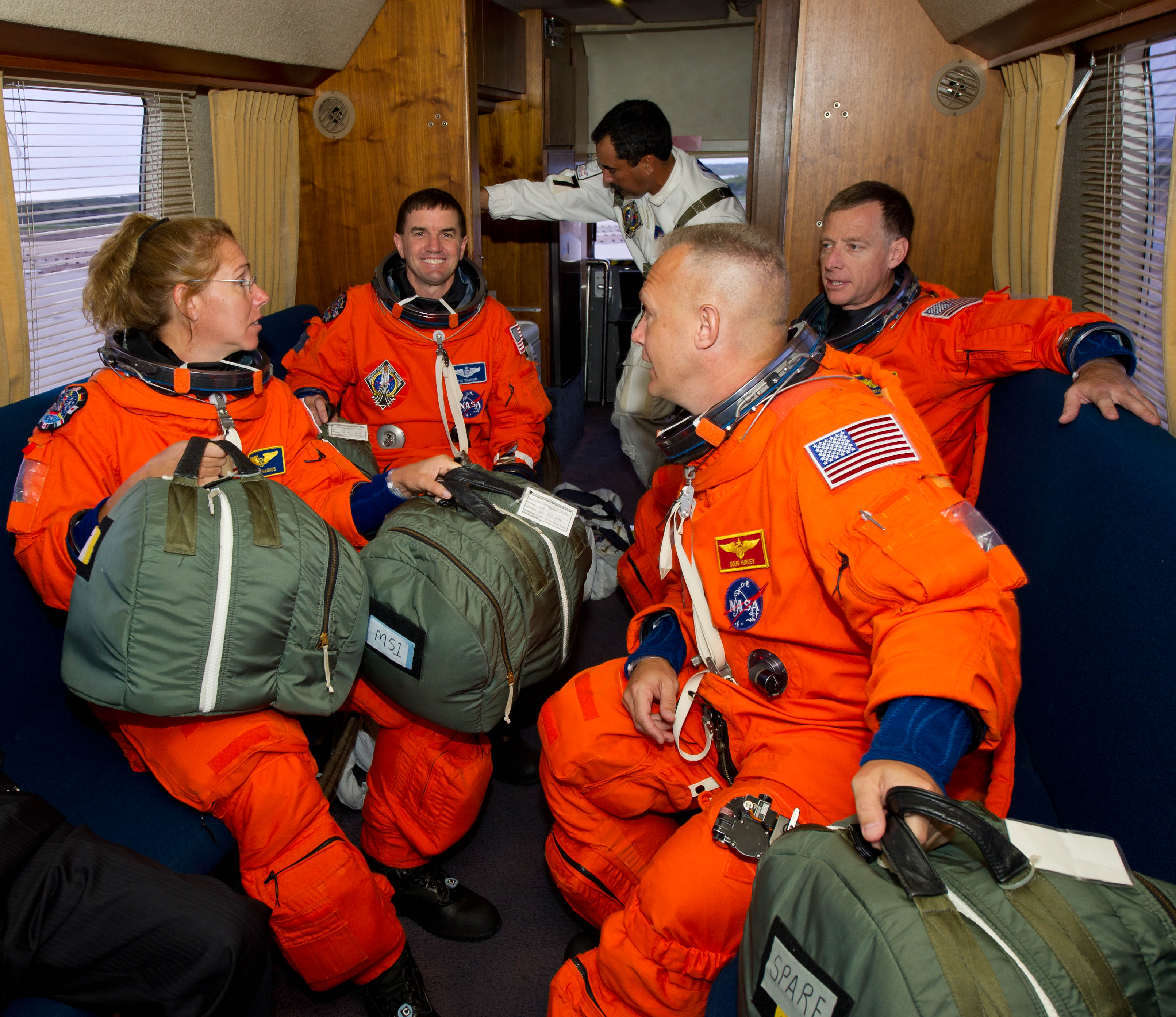
L'equipaggio della STS-135, in senso orario: Sandra Magnus, specialista di missione; Rex Walheim, specialista di missione; Christopher Ferguson, comandante e Douglas Hurley, sono visti nell'Astrovan mentre vengono trasportati al Pad di Lancio 39A per salire a bordo della navetta spaziale Atlantis